# Cárcel de Yare
Cárcel de Yare, oficialmente Cárcel de San Francisco de Yare, es el nombre que recibe un centro penitenciario localizado como su nombre lo indica en San Francisco de Yare, en el municipio Simón Bolívar del estado Miranda al centro norte del país sudamericano de Venezuela.

## Edificios
Hay tres grupos de edificios: Yare I, Yare II y Yare III.

## Historia

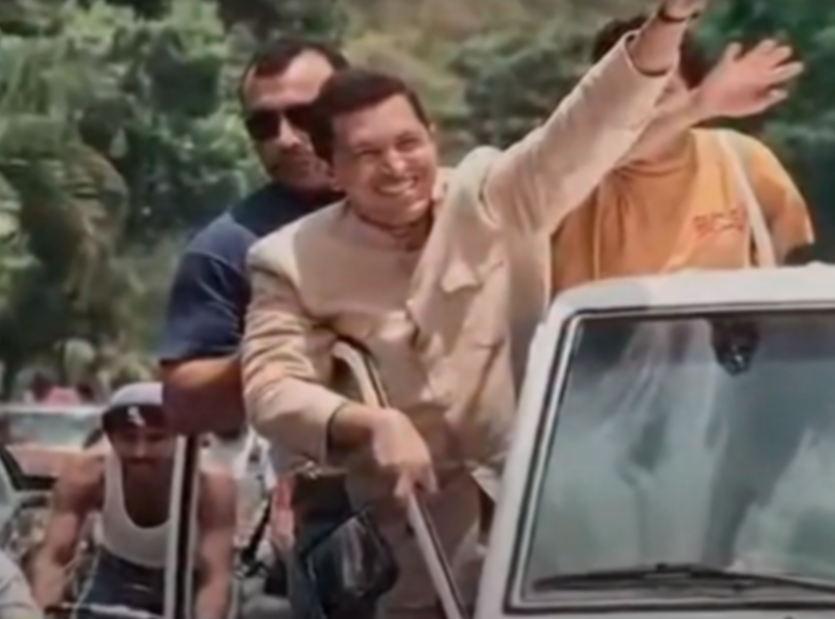
Hugo Chávez sale de la Cárcel de Yare

Yare I fue construida en 1984; Yare II lo fue entre 1997 y 1998. Los principales militares que participaron en el golpe de Estado de febrero de 1992 contra el presidente Carlos Andrés Pérez estuvieron presos en esta cárcel desde 1992, hasta que en 1994 el presidente Rafael Caldera los indultara. El militar Hugo Chávez, líder de la intentona, escribió allí su manifiesto "Cómo salir del laberinto". 
Al menos 11 detenidos resultaron muertos en enfrentamientos durante un motín en abril de 2003. En 2009 se construyó Yare III. En junio de 2011 murieron 19 prisioneros en esta prisión en otro motín. A finales de agosto de 2012 murieron 25 prisioneros en nuevas protestas.
En marzo de 2013 se produjeron al menos dos muertos en un tiroteo entre prisioneros. Los medios de prensa han realizado diversos reportajes sobre fiestas temáticas organizadas dentro de Yare, como otras cárceles venezolanas, por los jefes de bandas o pranes. Según diversas denuncias, en dichas fiestas habrían sido invitadas prostitutas.
En 2014 los gobiernos municipal de Yare (Simón Bolívar) y nacional de Nicolás Maduro decidieron que se construiría un monumento a la salida de la prisión, que constaría de una estructura de 26 metros develada exactamente el 26 de marzo al cumplirse 20 años de la salida de Chávez de la cárcel. A finales de abril de 2014 estudiantes de la Universidad Simón Bolívar y de la Universidad Santa María protestaron por la detención y envío de varios estudiantes a Yare III en medio de las protestas antigubernamentales que se produjeron durante ese mismo año.